# 富山市立神明小学校
富山市立神明小学校（とやましりつ しんめいしょうがっこう）は富山県富山市にある公立小学校。

## 沿革
個別に出典が提示されていない箇所の出典→。
- 1873年10月 - 下野村大源寺に下野小学校設置。
- 1874年 - 博隆小学校分校と改称。
- 1886年 - 簡易下野小学校と改称。
- 1890年4月 - 神明小学校と改称。
- 1891年6月 - 現在地に校舎を新築。
- 1893年10月 - 神明尋常小学校と改称。
- 1914年8月 - 大洪水のため新築用材が流失。
- 1915年11月 - 校舎新築落成。
- 1940年4月 - 富山市立神明小学校と改称。
- 1941年4月 - 富山市立神明国民学校と改称。
- 1945年8月 - 富山大空襲で被災した富山市立安野屋小学校（現・富山市立芝園小学校）の児童の一部を収容。
- 1947年4月 - 富山市立神明小学校と改称。
- 1948年7月 - 大洪水のため床上2m浸水、備品書類の大半を流失。
- 1952年5月 - 校地778坪を拡張。
- 1955年2月 - 給食室を新築。
- 1957年6月 - 運動場950坪拡張。
- 1958年
  - 1月 - 6教室、便所を新築。
  - 5月 - 校旗を樹立、体育館竣工。
- 1960年5月7日 - 校下の児童数増加に伴う増築工事（総面積430m2）が完工[3]。
- 1963年3月 - 正面玄関、校門、渡り廊下、便所、特別教室新築。
- 1968年4月 - 工作室、図工室増築。
- 1969年3月 - 運動場1,600坪拡張。
- 1972年7月 - プール建設。
- 1974年12月 - 音楽室、保健室、普通教室増築。
- 1975年12月 - 2教室増築（普通教室）。
- 1994年4月23日 - 体育館完成[4]。

## 通学区域
有明町1区～3区、有沢、有沢新町、久郷、下野、庄高田、高田、羽根1区～3区

## 進学先
- 富山市立西部中学校

## 周辺
- 井田川